# Дон (провинция Тренто)
До́н (итал. Don) — упразднённая коммуна в Италии, расположена в автономной области Трентино-Альто-Адидже, подчинена административному центру Тренто. Ныне является фракцией коммуны Амблар-Дон.
Население коммуны, на 31.12.2015 года, составляло 274 человека, плотность населения — 53,57 чел./км². Коммуна занимала площадь 5,11 км². 
Почтовый индекс — 38010. Телефонный код — 0463.
Святой покровительницей коммуны почитается святая Бригитта Ирландская, день её памяти ежегодно отмечается 1 февраля.

## История
Муниципалитет Дон был упразднён 1 января 2016 года, с целью создания новой коммуны Амблар-Дон. Она была создана путём объединения соседних коммун Дон и Амблар.

## Демография
Название жителей населённого пункта — донези.
Динамика населения:

## Администрация коммуны
Главой коммуны Амблар-Дон является мэр Мария Дзанотелли, с 4 мая 2025 года.